# Cimincrang
Cimincrang is een bestuurslaag in het regentschap Kota Bandung van de provincie West-Java, Indonesië. Cimincrang telt 3138 inwoners (volkstelling 2010).